# 福島市立森合小学校
福島市立森合小学校（ふくしましりつ もりあい しょうがっこう）は、福島県福島市森合にある公立小学校である。

## 概要
福島市中央西地域と清水地域の一部を学区とし、一盃森の西麓に位置する。2020年5月1日現在、26学級662名の児童が在籍する。

## 沿革
- 1967年4月 - 森合小学校開校[2]。
- 1969年 - 草野心平作詞、古関裕而作曲による校歌が披露される。
- 1980年1月30日 - 現在の鉄筋コンクリート造3階建ての校舎が竣工する。
- 2002年 - 文部科学省より、学力向上フロンティアスクールに指定される（3年間）。

## 教育方針
- たくましい子ども
- 考え深い子ども
- 心ゆたかな子ども

## 通学区域
- 中央西地域[3]
  - 野田町（福島市立三河台小学校の学区を除く全域）[4]
- 清水地域[3]
  - 森合[4]
  - 野田町（福島市立清水小学校の学区を除く全域）[4]

このほか、三河台小学校の学区の一部（野田町四〜七丁目、東中央一丁目、南中央一丁目）、清水小学校の学区の一部（野田町の一部、泉の一部、南沢又の一部、八島田の一部）、御山小学校の学区の一部（御山の一部）から通学可能である。

## 進学先中学校
- 福島市立福島第四中学校[6]
- 福島市立清水中学校[6]

## 校区内の主な施設
- 福島県道3号福島飯坂線（飯坂街道）
- 福島交通美術館図書館前駅
- 森合運動公園
- ふたつやま公園
- 福島県立美術館
- 福島県立福島工業高等学校

## 交通
- JR東日本福島駅より約3㎞、または福島交通飯坂線美術館図書館前駅下車後徒歩10分[7]